# لقد حل الليل
لقد حل الليل (بالكورية: 밤이 되었습니다)‏ هو مسلسل ويب كوري جنوبي، من بطولة لي جاي إن، كيم وو سيوك، تشوي يي بن، تشون يونغ-مين، آهن جي هو، جيونغ سو ري. توفر على منصة إل جي، يو+موبايل تي في في 4 ديسمبر 2023.

## القصة
تدور أحداث القصة عندما يُجبر طلاب المدارس الثانوية في السنة الثانية والثالثة، فجأة على لعب ألعاب المافيا في الحياة الواقعية. ستسلط الدراما الضوء على الحرب النفسية الشديدة بين الطلاب أثناء انتقالهم إلى وضع فيلم البقاء على قيد الحياة.

## طاقم
- لي جاي إن - لي يون سيو.[2]
- كيم وو سيوك - كيم جون هي.[2]
- تشوي يي بن - أوه جونغ وون.[2]
- تشا وو مين - كيونغ جون.[2]
- آهن جي هو - جين دا بيوم.[2]
- جونغ سو ري - سو مي.[2]
- أوه جونغ تايك - تشا يو جون.[4]
- سونغ بيونغ جيون - إيم أون تشان.[5]
- كيم سو هي - بايك أون ها.[6]
- بارك جو وون - آن نا هي.[7]
- كانغ سيول - تشوي مي نا.[8]
- باي جاي يونغ - كيم جين ها.[8]
- تشون يونغ-مين - بارك جي سو.[9]
- سيو دونغ هيون - بارك وو رام.[10]

## الانتاج
المسلسل من كتابة بايك سون وو وتشوي بو ريم التى كتبنى شريكي في السكن جوميهو (2021)، ومن تخطيط استويدو إل جي STUDIO X+U وانتاجه بتعاون مع إي أو كونتنت جروب و إي أو إنترتينمنت.

## روابط خارجية
- لقد حل الليل على موقع IMDb (الإنجليزية)
- لقد حل الليل على موقع قاعدة بيانات الفيلم (الإنجليزية)
- لقد حل الليل على هانسينما